# Gavarniho fontána

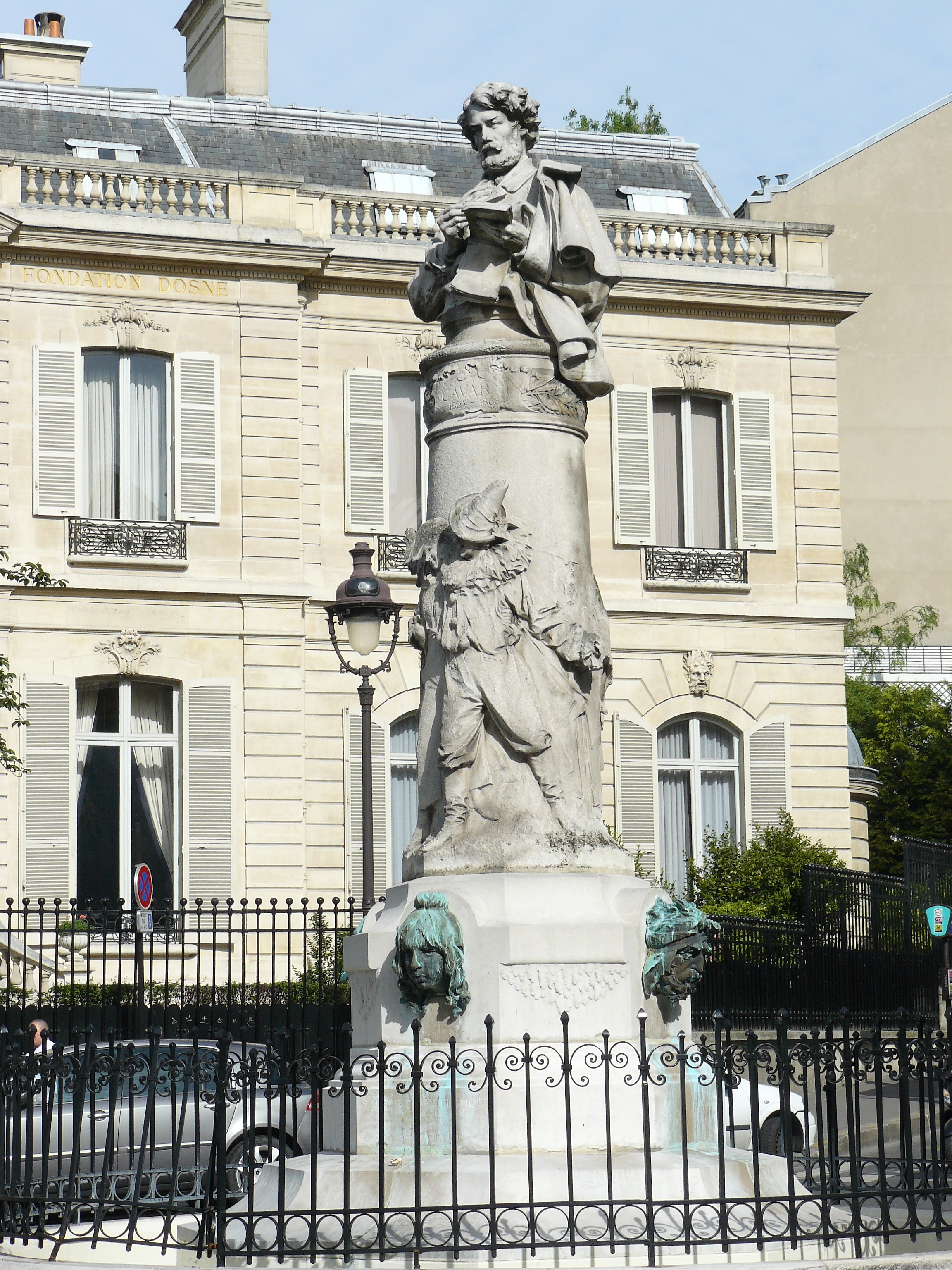
Gavarniho fontána

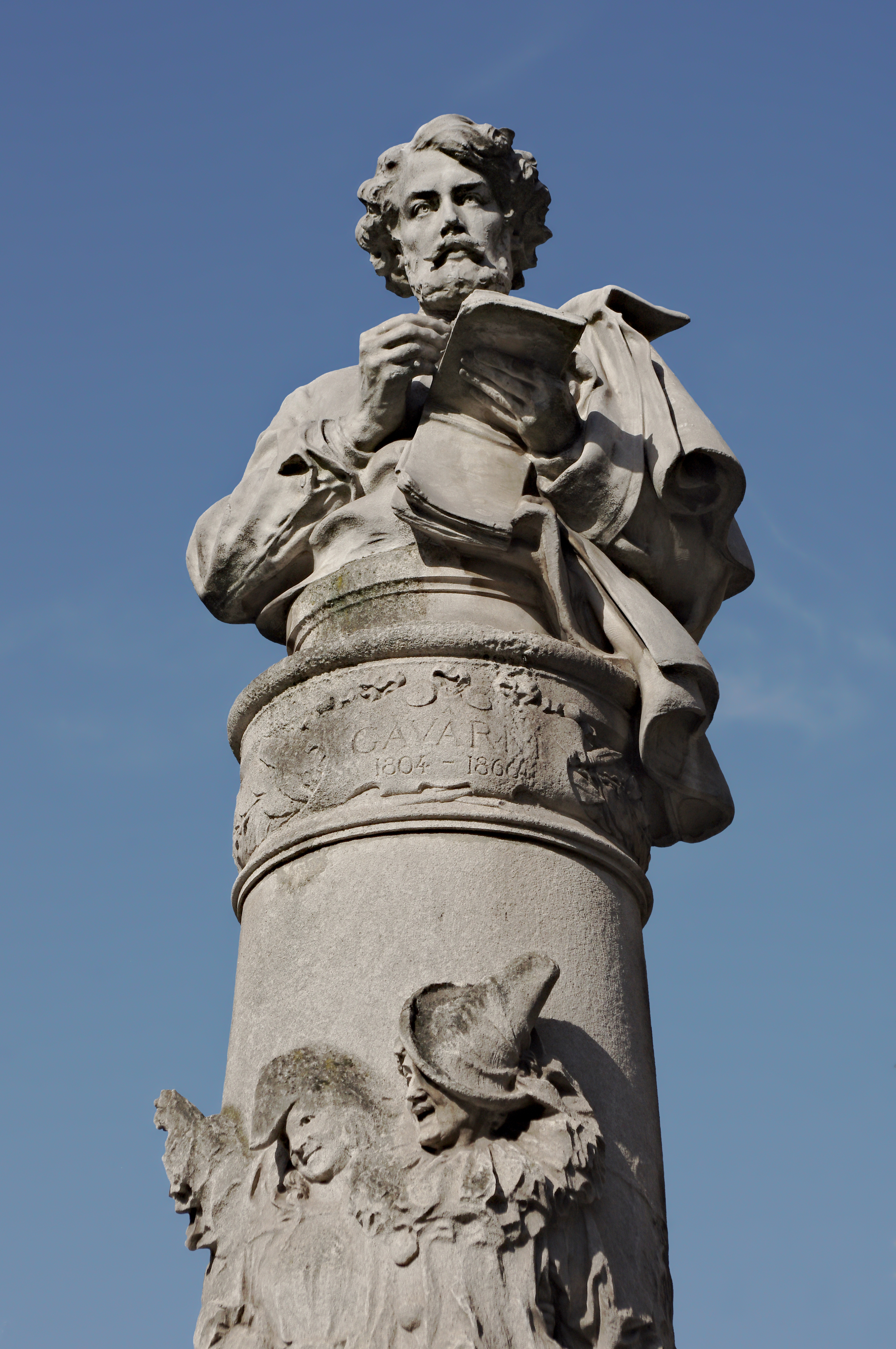
Polofigura Paula Gavarniho

Gavarniho fontána nebo Gavarniho pomník (francouzsky Monument à Gavarni, dříve Fontaine Gavarni) je  pomník s bývalou fontánou na náměstí Saint-Georges v 9. městském obvodu Paříže. Je pojmenována po satirickém kreslíři Paulovi Gavarnim (1804-1866), jehož busta se nachází na jejím vrcholku.

## Umístění
Fontána se nachází v 9. obvodu uprostřed náměstí La Place Saint-Georges.

## Historie
První kašna zde byla instalována již v roce 1824 na žádost dcery projektanta náměstí Dosne jako napajedlo pro koně. Skládala se ze dvou nádrží kolem středového sloupu. Při stavbě pařížského metra v roce 1906 kašna vyschla a byla posléze upravena.
V roce 1911 byl na jejím místě vztyčen kamenný pomník Paula Gavarniho, funkce fontány musela zůstat zachována. Kreslíř Gavarni žil v sousedství a stavba pomníku byla podpořena veřejnou sbírkou.

## Popis
Pomník má typickou formu sloupu s pologigurou portrétovaného, a zajímavou výzdobu, kterou provedli sochaři Denys Puech (1854–1942) a Émile Oscar Guillaume. Na dříku sloupu (pylonu) jsou ve vysokém reliéfu tesané čtyři typické postavy pařížského karnevalu a italské komedie: Débardeur, Lorette, Rapin a Harlekýn. Je to jediný pomník upomínající na pařížský karneval, který byl po staletí významnou událostí města, než v 50. letech 20. století zanikl. Gavarni postavy karnevalu karikoval a o prostitutce Lorette napsali bratři Edmond a Jules Goncourtové fejeton. 
Na vrcholu sloupu je Gavarniho polopostava. Na čtyřech stranách soklu jsou bronzové maskarony, kterými tekla voda do mělké mísy. Fontána je v provozu jen zřídka. Celá je obklopena mříží.